# 岐阜県薬剤師会
座標: 北緯35度24分49.1秒 東経136度46分52.3秒 / 北緯35.413639度 東経136.781194度

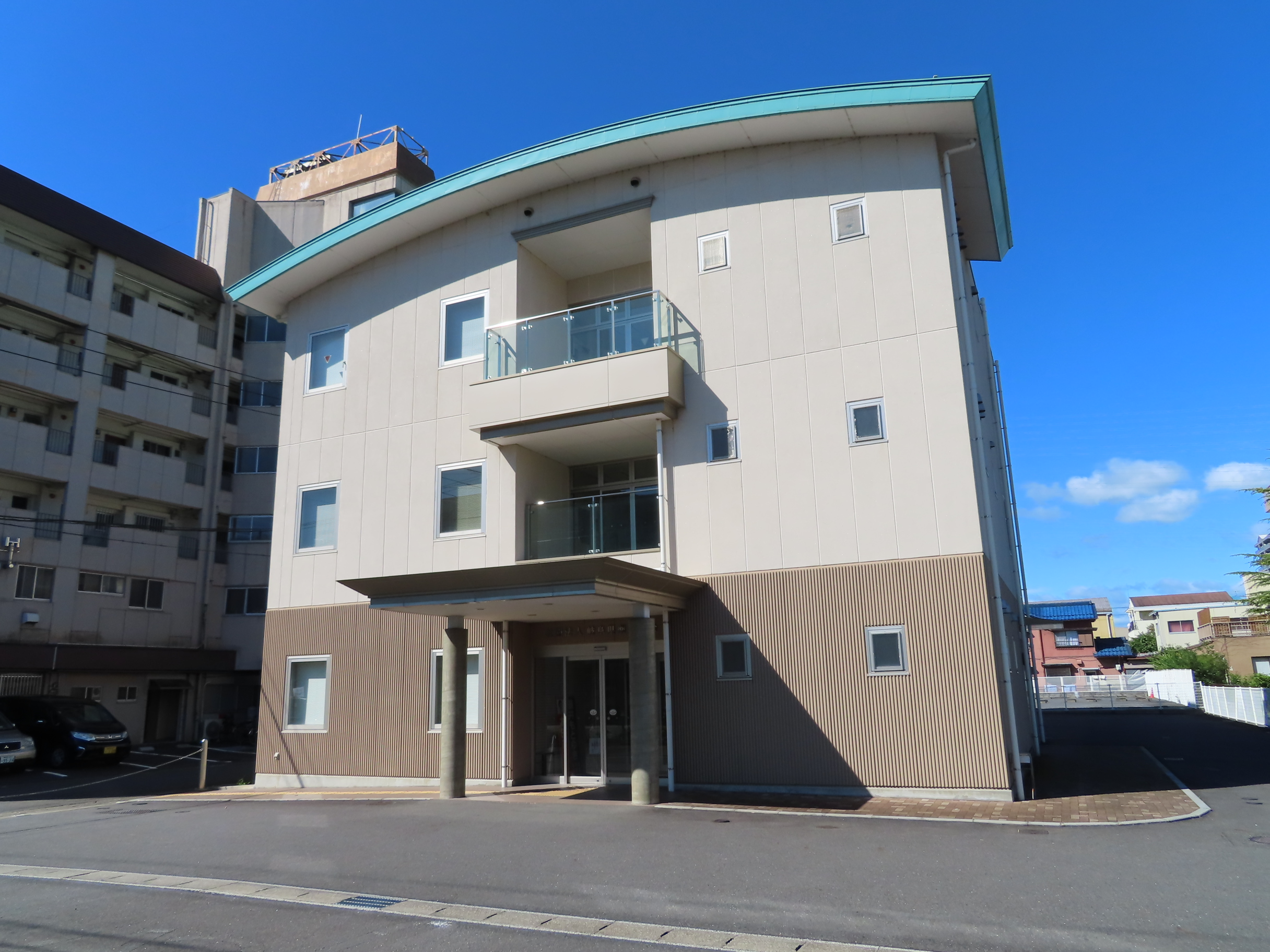
本部（2020年9月撮影）

一般社団法人岐阜県薬剤師会（しゃだんほうじんぎふけんやくざいしかい、英称: Gifu Pharmaceutical Association）は、岐阜県の薬剤師を会員とする一般社団法人。

## 本部所在地
〒500-8146 岐阜県岐阜市九重町4-5

## 地域薬剤師会
- 岐阜市薬剤師会
- 各務原市薬剤師会
- 山県市薬剤師会
- 羽島薬剤師会
- 大垣薬剤師会
- 海津養老薬剤師会
- 揖斐郡薬剤師会
- もとす薬剤師会
- 関薬剤師会
- 郡上薬剤師会
- 可茂薬剤師会
- 多治見市薬剤師会
- 土岐市薬剤師会
- 瑞浪市薬剤師会
- 恵中薬剤師会
- 下呂市薬剤師会
- 高山市薬剤師会
- 飛騨市薬剤師会